# 함께당 (헝가리)
헝가리 함께당(헝가리어: Együtt, Együtt–A Korszakváltók Pártja)은 헝가리의 자유주의 정당이다.